# LeechFTP
LeechFTP é um software do tipo cliente de FTP, criado por Jan Debis. Ele foi abandonado pelo desenvolvedor em 1999 na versão 1.3 (build 207), mas ainda está disponível gratuitamente na Internet para download.